# Al Kurud
Al Kurud (aus dem arabischen القرود, DMG al-qurūd ‚die Affen‘ oder الغرود, DMG al-ġurūd ‚die Dünen‘) ist der Eigenname des Sterns Theta Columbae (ϑ Columbae / θ Columbae) im Sternbild Taube. Al Kurud ist 5,0 mag hell, gehört der Spektralklasse B9 IV an und ist rund 760 Lichtjahre von der Erde entfernt.